# تري كاستل (أنغلزي)
تري كاستل (بالإنجليزية: Tre-Castell)‏ هي منطقة سكنية تقع في ويلز في أنغلزي.